# フクロホシムシ目
フクロホシムシ目（フクロホシムシもく、Golfingiiformes）は、星口動物門スジホシムシ綱の目。3つの科から構成される。
スジホシムシ綱は触手が口を囲んで配列することが特徴。この綱にはフクロホシムシ目のほかにスジホシムシ目（スジホシムシ科1科のみ）も含まれるが、スジホシムシ目では体壁の筋肉のうち縦筋が分離して束になる。フクロホシムシ目の3科では縦筋が分離することはない。
なお、2012年に発表された分子系統学に基づく分類体系では、従来の体系でエダホシムシ科・マキガイホシムシ科に含まれていた属をすべてフクロホシムシ科にまとめている。またスジホシムシ科に分類されていたPhascolopsisもやはりフクロホシムシ科に含められている。

## 分類
触手の分岐の有無と腎管の数により、3科に分類される。
エダホシムシ科 Themistidae
触手が枝分かれするのが特徴。エダホシムシ属1属のみ。
マキガイホシムシ科 Phascolionidae
触手は枝分かれせず、腎管は1本のみ。マキガイホシムシ属、クビナガホシムシ属の2属を含む。
フクロホシムシ科 Golfingiidae
触手は枝分かれせず、2本の腎管を持つ。フクロホシムシ属、カスミフクロホシムシ属、カザリフクロホシムシ属の3属を含む。